# Oil Springs
Oil Springs (offiziell Village of Oil Springs) ist eine kleine Gemeinde im südwestlichen Ontario, Kanada. Die Gemeinde liegt im Lambton County und hat den Status einer Lower Tier (untergeordneten Gemeinde).

## Lage
Die Gemeinde ist vollständig umgeben vom Township Enniskillen und liegt etwa 70 Kilometer Luftlinie westlich von London bzw. etwa 235 Kilometer Luftlinie westlich von Toronto, aber nur etwa 30 Kilometer Luftlinie südöstlich von Sarnia.

## Geschichte
Ursprünglich war Oil Springs Teil der Gemeinde Enniskillen und wurde noch „Black Creek“ genannt, als 1858 James Miller Williams auf der Suche nach einer Wasserquelle Öl fand. Aus diesem Ölfund wurde die erste kommerzielle Ölquelle der Neuzeit. Im Museum wird daran gedacht und der Ort wurde am 15. Mai 1925 zur National Historic Sites of Canada in Ontario erklärt.
Nach dem Ölfund benannte sich der Ort um, trennte sich im Jahr 1865 von Enniskillen und wurde als Dorf selbständig.

## Demografie
Der Zensus im Jahr 2016 ergab für die Gemeinde eine Bevölkerungszahl von 648 Einwohnern, nachdem der Zensus im Jahr 2011 für die Gemeinde noch eine Bevölkerungszahl von nur 704 Einwohnern ergeben hatte. Die Bevölkerung hat damit im Vergleich zum letzten Zensus im Jahr 2011 entgegen dem Trend in der Provinz stark um 8,0 % abgenommen, während der Provinzdurchschnitt bei einer Bevölkerungszunahme von 4,6 % lag. Bereits im Zensuszeitraum von 2006 bis 2011 hatte die Einwohnerzahl in der Gemeinde entgegen dem Trend um 1,8 % abgenommen, während sie im Provinzdurchschnitt nur um 5,7 % zunahm.